# Celloconcert in a klein (C.P.E. Bach)
Het Celloconcert in a klein, Wq 170/H432 is een compositie van Carl Philip Emanuel Bach geschreven in het jaar  1750.
Het werk bestaat uit drie delen:
1. Allegro assai
2. Andante
3. Allegro assai

De cello wordt begeleid door een strijkorkest en een klavecimbel. Het stuk heeft een duur van om en nabij de 20 minuten.